# Alefeld (Much)
Alefeld ist ein Ortsteil der Gemeinde Much am Rande des Rhein-Sieg-Kreises zum Oberbergischen Kreis. Der Ort wurde 1428 erstmals urkundlich erwähnt. 

## Lage
Alefeld liegt im Süden Muchs. Nachbardörfer sind Ahebruch im Norden, Röttgen und Bruchhausen im Süden und Marienfeld im Westen. Alefeld liegt an der Einmündung des Haubachs in die Bröl. Der Ort ist über die Landesstraße 350 erreichbar.

## Einwohner
1901 hatte der Weiler 47 Einwohner. Verzeichnet waren folgende Haushalte: Ackerer Josef Peter Knipp, Ackerer Gerhard Ludwig, Mühlenbesitzer Joh. Peter Ludwig, Ackerer Peter Josef Ludwig, Ackerer Albert J. Oberdörfer, Ackerer Martin Josef Oberdörfer, Ackerer Wilhelm Oberdörfer, Ackerin Josefa Piel, Ackerer J. M. Sommerhäuser, Ackerer Peter Josef Tillmann und Ackerer Philipp Tillmann.

## Dorfleben
Die Mühle wurde 1986 stillgelegt. Heute wird hier Strom erzeugt. Im Dorf gibt es einen Handel für Motorgartengeräte und ein Hotel.